# Diana Çuli
Diana Çuli, född den 13 april 1951 i Tirana i Albanien, är en albansk författare och politiker.
Diana Çuli utexaminerades 1973 från den filosofiska fakulteten vid Tiranas universitet.
Hon är politiskt aktiv och medlem i Albaniens socialdemokratiska parti som är ett småparti i Albaniens parlament. Hon är en representant för landet Albanien vid Europarådets parlamentariska församling.
Hon innehar en plats i det albanska kvinnoförbundet Forumi i Gruas Shqiptare som är en självständig organisation som enar kvinnor från flera olika religiösa och kulturella bakgrunder.
Hon är även en prosaist och anställd för Les Lettres albanaises som fungerar som ett förbund för författare i Albanien.